# Бэйцзин Хундэн
«Бэйцзин Хундэн» (кит. упр. 北京宏登) — бывший профессиональный футбольный клуб из г.Пекин, КНР. Был основан в 1997 году. Принимал участие во втором по силе китайском дивизионе — первой лиге. Был расформирован в 2010 году после покупки его места в чемпионате командой «Пекин Баси».

## Изменение названия
- 1997—2003 Бэйцзин Лунли 北京龙力
- 2003—2007 Бэйцзин Хундэн 北京宏登
- 2008—2009 Бэйцзин Яньцзешэн 北京燕捷圣

## Результаты
- По итогам сезона 2009 года

За всё время выступлений
| Сезон    | 2001 | 2002 | 2003 | 2004 | 2005 | 2006 | 2007 | 2008 | 2009 |
| -------- | ---- | ---- | ---- | ---- | ---- | ---- | ---- | ---- | ---- |
| Дивизион | 3    | 3    | 3    | 3    | 3    | 2    | 2    | 2    | 2    |
| Место    | 6    | 5    | 7    | 3    | 2    | 12   | 9    | 12   | 11   |

- ↑  во 2-й части группового этапа
- ↑  в Северной Лиге